# Larrodrigo
Larrodrigo – gmina w Hiszpanii, w prowincji Salamanka, w Kastylii i León, o powierzchni 49,63 km². W 2011 roku gmina liczyła 209 mieszkańców.